# Karhisaari (ö i Södra Savolax)
Karhisaari är en ö i Finland. Den ligger i sjön Saimen och i kommunen Sankt Michel i den ekonomiska regionen  S:t Michels ekonomiska region och landskapet Södra Savolax, i den södra delen av landet, 200 km nordost om huvudstaden Helsingfors. Öns area är 7,7 hektar och dess största längd är 380 meter i öst-västlig riktning.